# 日本スノーボード協会
日本スノーボード協会（日本スノーボードきょうかい、英語: Japan SnowBoarding Association、JSBA）は、日本における単一スポーツとしてのスノーボードを統括する「スノーボーダーの、スノーボーダーによる、スノーボーダーのための」任意団体、国内競技連盟。世界で初めてのスノーボード協会であり、世界スノーボード連盟に加盟している。

## 沿革
- 1982年10月 発足、第1回全日本選手権大会開催。
- 1984年 北米スノーボード連盟(NASBA)とリンク。
- 1987年 欧州スノーボード協会とリンク。日本スノーサーフィン協会を吸収合併。
- 1989年 国際スノーボード連盟に加盟。
- 1992年6月 文部省体育局生涯スポーツ課任意団体となる。
- 1994年3月 第1回全日本テクニカル選手権兼デモンストレーター選考会開催。
- 2002年8月 世界スノーボード連盟に加盟。

## 専門本部

### 総務本部
- 地区協会長会
- 公式用品委員会

発足当時は資金援助を第一目的としたものであったが、93-94頃から安全性という部分の責任を果たす目的を持って活動している。

#### 会員数
全国で1万人ほどで、ピーク時の27,731人（2000年）以降、年々減少傾向にある。（2018年度10,998人）

### 教育本部
指導者の育成、公認資格者の審査・認定、公認スノーボード学校の審査・認定などが主な事業。

#### 組織
本部長、副本部長、部会長、専門委員長、地区代表委員、専門委員が役員。また、顧問を置くことができる。
- 総務部会 ＞ 総務委員会、予算委員会、規約・規程委員会、査問委員会、事務局
- 普及部会 ＞ 指導検定委員会、技術研究委員会
- 学校部会 ＞ 学校委員会、事故傷害対策委員会
- 企画部会 ＞ 渉外委員会、広報委員会、カレンダー委員会
- テクニカル選手権大会準備委員会

#### 資格
- 公認デモンストレーター
- スノーボード公認インストラクター
- スノーボード公認バッジテスト
- スノーボード公認検定員

#### 大会
- 全日本スノーボードテクニカル選手権大会
- デモンストレーターフェスティバル

### 競技本部

#### 組織
- 常任委員会
  - 専門委員会（予算管理、ルール公認、資格者選考、国際、新種目、ポイント、広報、大会運営小）
  - 専門部会（アルパイン、スノーボードクロス、フリースタイル）
- 特別委員会（公式用品規定小、全日本選手権実行、プロ競技者管理、懲罰裁定小、そのほか）

#### 資格
- 公認テクニカル・スーパーバイザー（TS）
- 公認スロープビルダー（SB）
- 公認セッター
- 公認旗門審判員（GJ）
- 公認タビュレーター（TB）
- 公認技術審判員
- 公認プロ

#### 大会
- 全日本スノーボード選手権大会
- ナショナルチャンピオンシップ
- トライ・エックス

### 安全対策本部
安全なスノーボードの普及・啓蒙、事故防止の調査研究、リゾートでのスノーボード滑走状況の把握と滑走に対しての対策研究、公認資格者の審査・認定などが主な事業。

#### 組織
担当理事、本部長、副本部長、セクレタリー、専門委員長、地区安全対策役員、顧問が役員。
- 安全普及委員会
- 安全対策委員会 ＞ 資格認定小委員会、スノーボードパトロール員小委員会、技術研究小委員会、エクストリーム小委員会
- リゾート管理委員会 ＞ 調査小委員会、対策小委員会
- 事故調査委員会
- 渉外委員会
- 広報委員会

#### 資格
- 公認スノーボードパトロール（SBP）
- 公認セイフティパトロール（SP）

#### 大会
- スノーボードパトロール競技会

## 事務局
かつては新宿区新宿に、2017年末までは東京都渋谷区南平台町にあった。東京都豊島区巣鴨に移転している。

## 出版物
雪坊主
会員向け定期刊行物。名前の由来は、雪を英語にすると「SNOW」、そして坊主の読みと同じ「BOARDS （ボーズ）」の二文字からSNOW/BOARDS 、つまり「雪坊主」となった。
公認雪板大辞典
99-00シーズンに創刊、03-04まで毎年発刊された。現在のYEAR BOOKの原型となったもの。
公式用品委員会発行であったが、03-04シーズンにPSA ASIAの「PRO SNOWBOARDERS FILE」を統合、内容も大幅に充実させ、この年のみ日之出出版がHINODE FINE MOOKとして発行した。
JSBA YEAR BOOK
04-05シーズンに創刊。プロライダー・デモンストレーターファイル、公認競技会レポート＆ツアーランキング、資格紹介、公式用品紹介など。
10-11シーズンからは「雪坊主」として発行。
11-12シーズンからは、スノースタイル編集部からFREERUN編集部へ制作が変わった。
JSBA スノーボード教程
スノーボード滑走技術の教科書的存在。当初はSAJ、SIAとの共同編集の「全日本スノーボード教程」であったが、現在は独自編集となっている。
ABOVE THE LIP

## 上部団体
- 世界スノーボード連盟（WSF）

## 下部団体
以下の地区協会と、各地区協会の下部団体。
- 北海道スノーボード協会（HSBA）
- 東北スノーボード協会（TSBA）
- 関東スノーボード協会（KSBA）
- 中部スノーボード協会（CSBA）
- 東海スノーボード協会（ESBA）
- 西日本スノーボード協会（NSBA）
- 全日本学生スノーボード協会（SSBA）

## 関連団体
- 日本スノーボード産業振興会 (Snowboard Industrial Federation of Japan)
- プロスノーボーダーズ アソシエイション アジア (PSA ASIA)